# GNOME Web
GNOME Web (tot 2012 Epiphany genaamd) is een vrije webbrowser die standaard meegeleverd wordt met GNOME. Web gebruikt de layout-engine WebKit om webpagina's weer te geven. Het maakt gebruik van een in GNOME geïntegreerde gebruikersinterface. Web volgt het uitgaveschema van GNOME, waardoor de versienummers overeenkomen met de GNOME-versie waarvoor het ontwikkeld werd. De browser wordt verspreid onder de GPL.

## Functies
Web bevat cookiebeheer, blokkering van pop-upvensters en een systeem voor uitbreidingen.
Terwijl de meeste browsers voorzien zijn van een hiërarchisch bladwijzersysteem dat werkt met mappen, gebruikt Web gecategoriseerde bladwijzers (labels), waarbij een enkele bladwijzer (zoals 'Google') kan voorkomen in meerdere categorieën (zoals 'Webbrowsers', 'GNOME' en 'Computersoftware'). Speciale categorieën zijn onder meer bladwijzers die regelmatig gebruikt worden ('Vaak gebruikt') en bladwijzers die nog niet gecategoriseerd zijn.
Web houdt zich aan de Human Interface Guidelines (HIG) van het GNOME-project, er is daarom gestreefd naar een eenvoudige bediening en goede ergonomie. Ook ondersteunt Web zogenaamde slimme bladwijzers. Deze bladwijzers krijgen een enkel argument mee en kunnen aangeroepen worden vanaf de adresbalk of werkbalken om bijvoorbeeld zoekacties uit te voeren.
Sinds versie 3.11.4 wordt elk tabblad van een eigen proces voorzien. Hierdoor crasht niet de hele browser als één tabblad crasht.

## Geschiedenis
De hoofdontwikkelaar Marco Pesenti Gritti van het Galeon-project besloot na meningsverschillen over de toekomst van de webbrowser het project te verlaten en een nieuw project te starten met de naam Epiphany. Aanvankelijk gebruikte men de layout-engine Gecko, maar omdat het ontwikkelproces te lijden had onder problemen die gerelateerd waren aan het gebruik van Gecko, werd deze later ingeruild voor WebKit. Met het uitbrengen van versie 3.4 werd de naam van het programma gewijzigd in Web.